# Love Is Strong
Love Is Strong – piosenka rockowa zespołu The Rolling Stones, wydana w 1994 roku jako singel promujący album Voodoo Lounge.

## Powstanie
Piosenkę napisali Mick Jagger i Keith Richards, chociaż cały proces rozpoczął Richards. Stwierdził on, że korzeni utworu można szukać w jego solowym „Wicked as It Seems”. W kwestii tworzenia piosenki Jagger podkreślił rolę harmonijki i śpiewu o oktawę niżej.
Do utworu zrealizowano teledysk w reżyserii Davida Finchera. Klip, utrzymany w czarno-białej tonacji z efektami specjalnymi studia Digital Domain pod nadzorem Freda Raimondiego, przedstawia zespół jako gigantów przemierzających miasto. Teledysk charakteryzował się profesjonalnym wykonaniem, użyciem zaawansowanych technik i wysokim realizmem. W 1995 roku klip zdobył nagrodę MTV Video Music Awards w kategorii efekty specjalne.

## Pozycje na listach przebojów
| Lista             | Pozycja | Źródło |
| ----------------- | ------- | ------ |
| Australia         | 47      | [ 3 ]  |
| Belgia (Flandria) | 18      | [ 3 ]  |
| Europa            | 15      | [ 4 ]  |
| Holandia          | 6       | [ 3 ]  |
| Islandia          | 16      | [ 5 ]  |
| Kanada            | 2       | [ 6 ]  |
| Niemcy            | 40      | [ 3 ]  |
| Norwegia          | 3       | [ 3 ]  |
| Nowa Zelandia     | 12      | [ 3 ]  |
| Polska            | 28      | [ 7 ]  |
| Stany Zjednoczone | 91      | [ 2 ]  |
| Szkocja           | 1       | [ 8 ]  |
| Szwajcaria        | 29      | [ 3 ]  |
| Szwecja           | 27      | [ 3 ]  |
| Wielka Brytania   | 14      | [ 2 ]  |

## Wykonawcy
Źródło: Time Is On Our Side
- Mick Jagger – wokal, wokal wspierający, harmonijka, marakasy
- Keith Richards – gitary
- Ron Wood – gitary
- Darryl Jones – gitara basowa
- Charlie Watts – perkusja
- Chuck Leavell – pianino Wurlitzer
- Bernard Fowler – wokal wspierający
- Ivan Neville – wokal wspierający